# 北區公園
北區公園（英語：North District Park），原稱北區中央公園，是香港新界粉嶺／上水新市鎮以至北區的主要大型公園。公園位於粉嶺和上水之間，北起掃管埔村，沿鐵路及天平邨向南伸展至粉嶺圍，佔地達8.605公頃，於1987年1月10日動工興建，並於1990年3月10日由當時的區域市政局主席張人龍主持開幕，公園現時由康樂及文化事務署管理。公園中間被掃管埔路分隔為2個主要部分: 第1期（靜態設施）及第2期（動態設施）。

## 設施
第1期 （靜態設施）

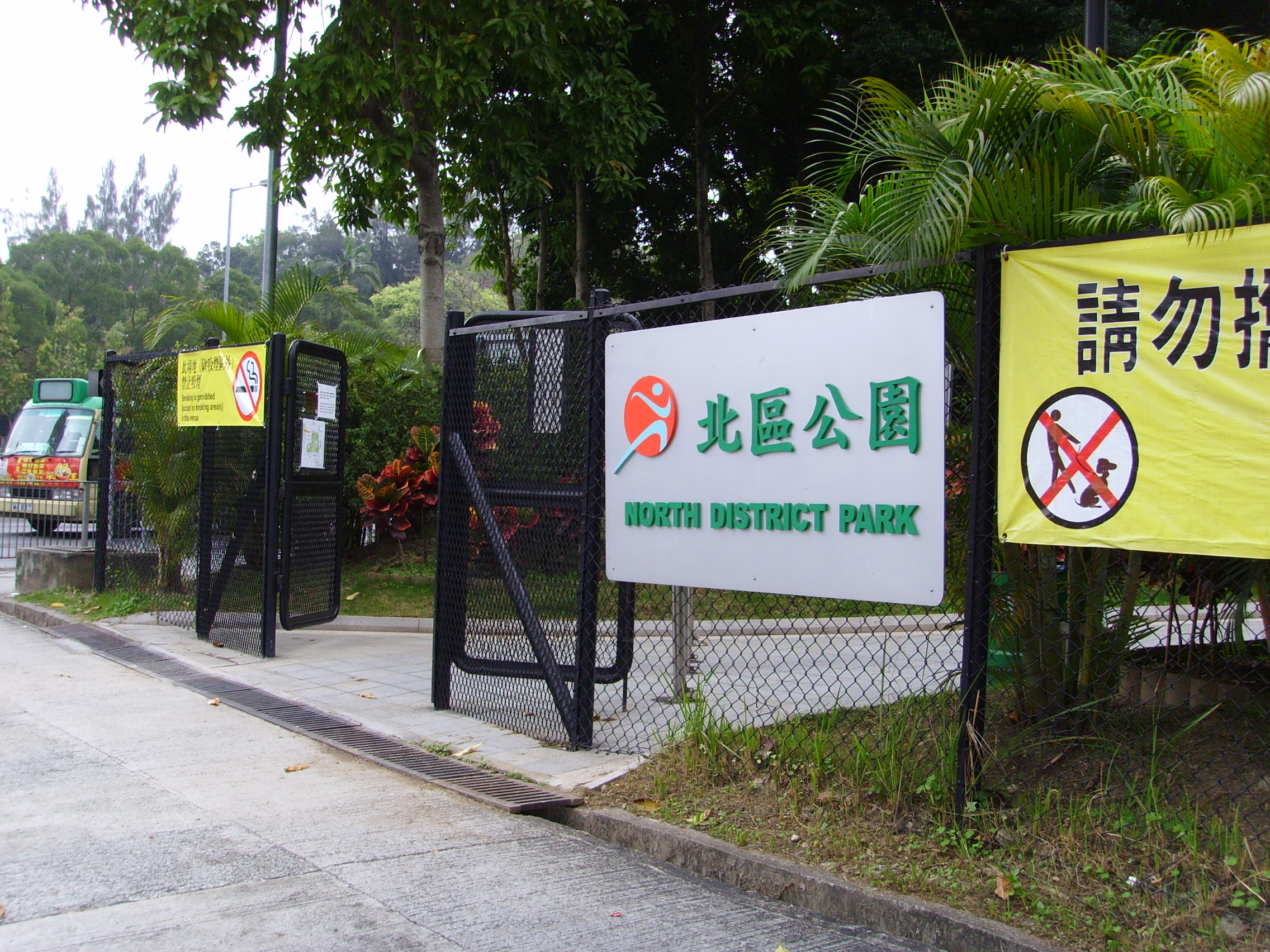
北區公園名牌

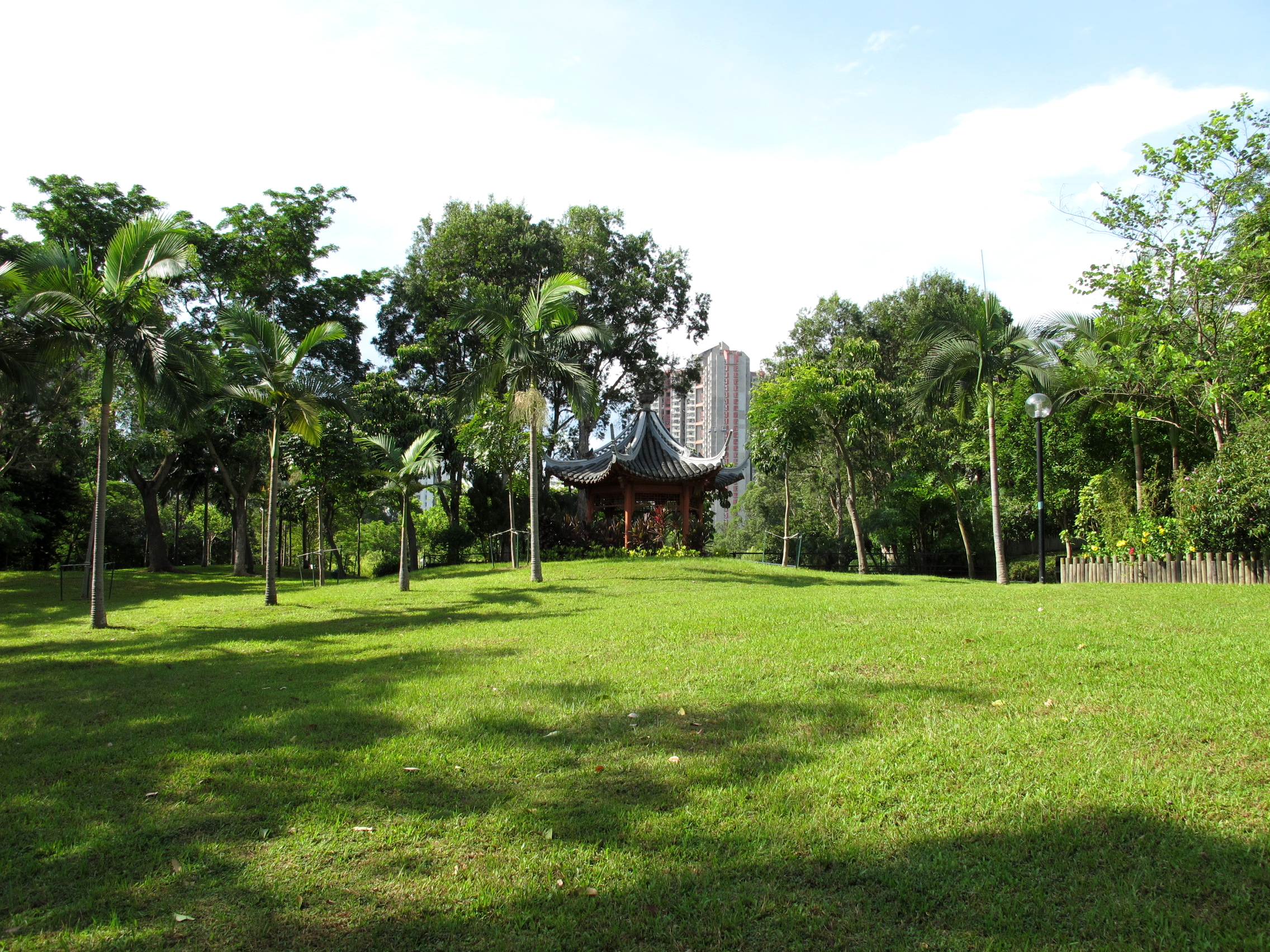
北區公園大草坪

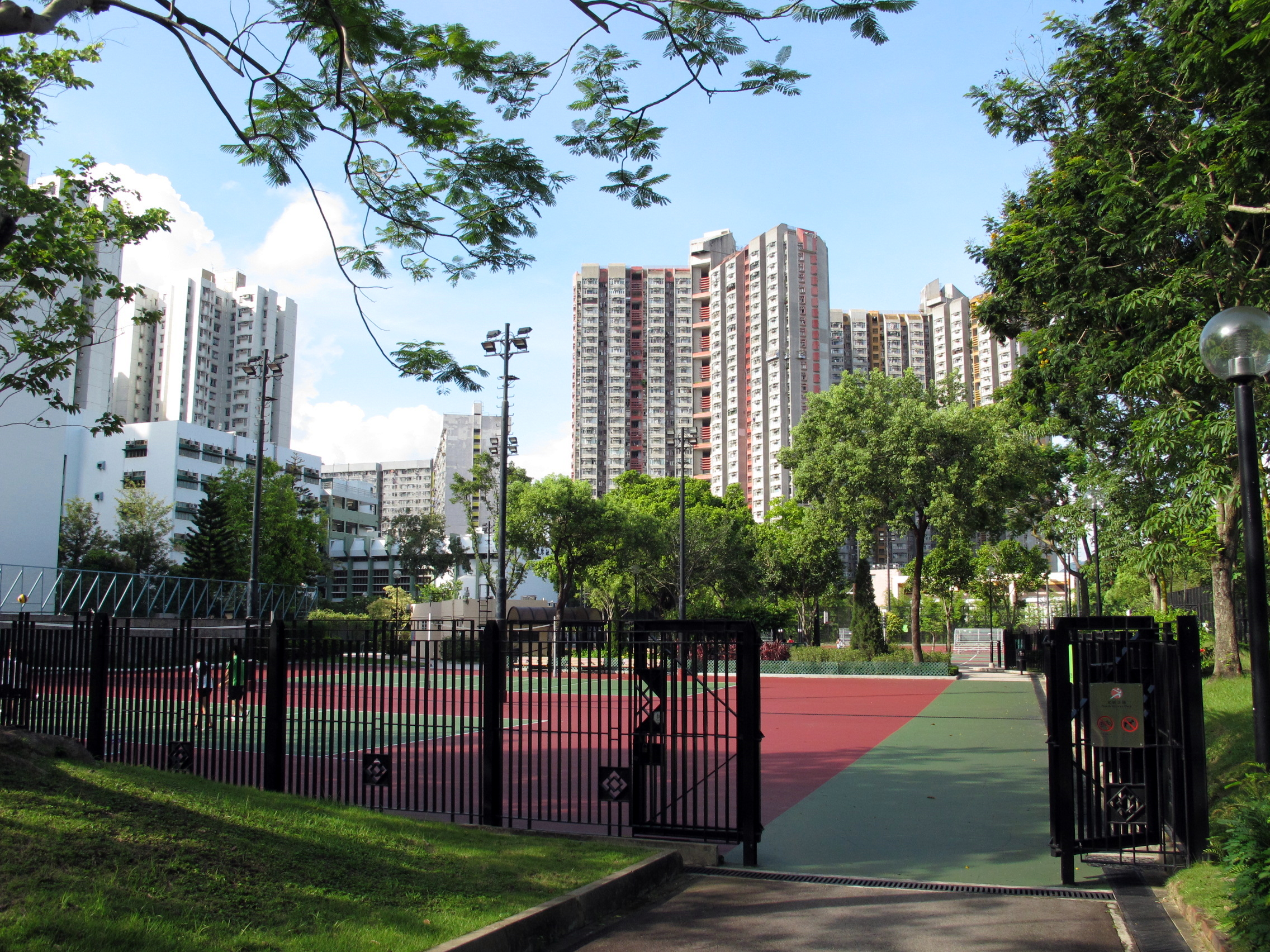
北區公園第二期

第1期採用清朝揚州式亭台樓閣的園景設計，中央部分是一個人工湖及瀑布。建築物特色有「一軒、三亭、一廊」。「一軒」是指「蔚秀軒」，「三亭」則指「宜雨亭」、「涵碧亭」及「聽瀑亭」。其他設施包括：
- 有蓋長廊
- 石苑
- 自然保育園地
- 香花園
- 可容納400名觀眾的露天劇場
- 台階花園
- 石苑及卵石路步行徑
- 社區園圃
- 兒童遊樂
- 長者健體園地
- 健行徑

第2期(動態設施)
由於該處足球場的地是紅色的，所以該處也被區內的人稱作「紅場」
動態場地的主要設施包括：
- 1個足球或手球兩用場地
- 3個籃球場
- 2個排球場
- 1個滾軸溜冰場
- 涼亭、棋桌、休憩地帶、健身徑和健體器材

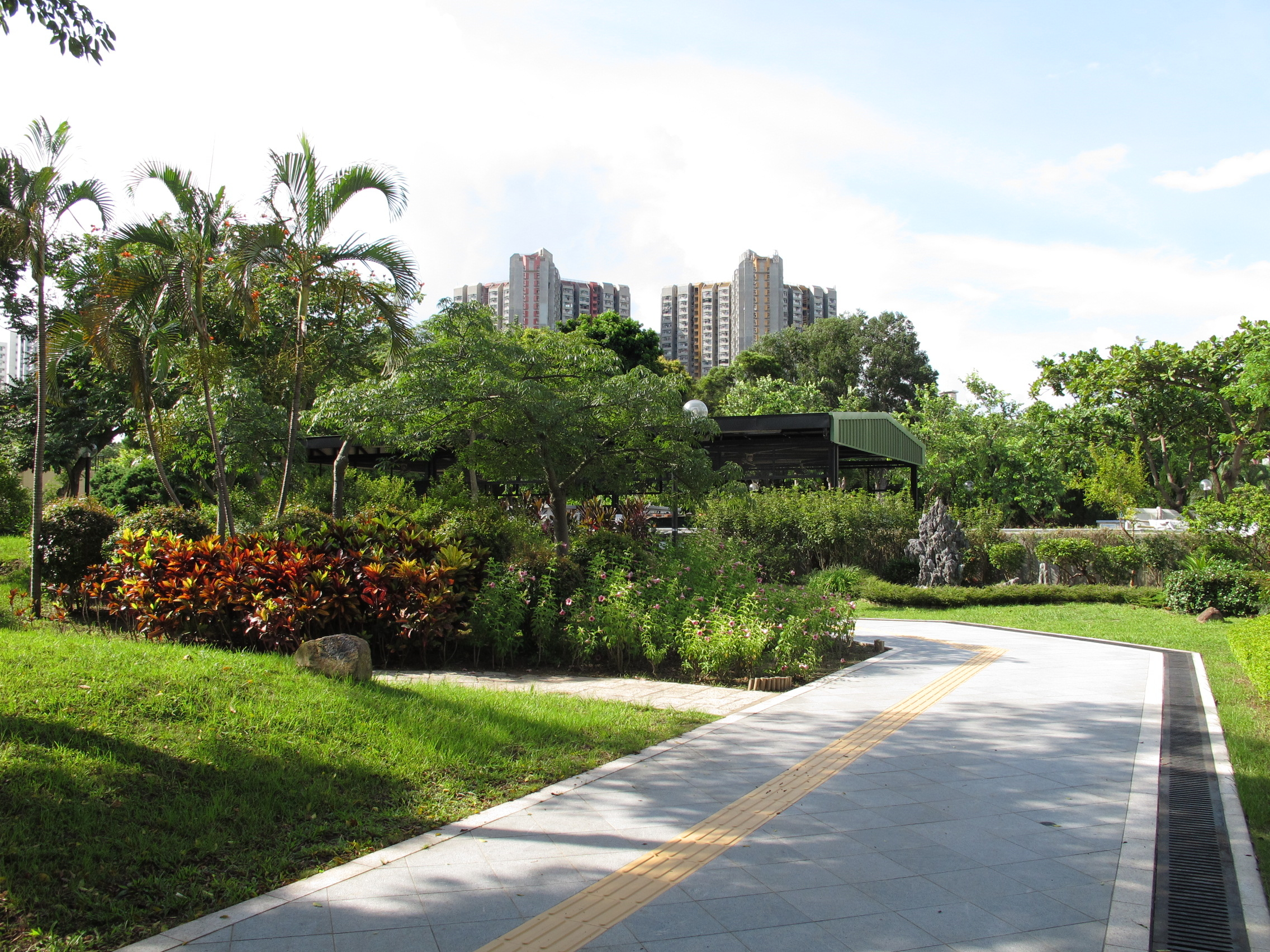
石苑
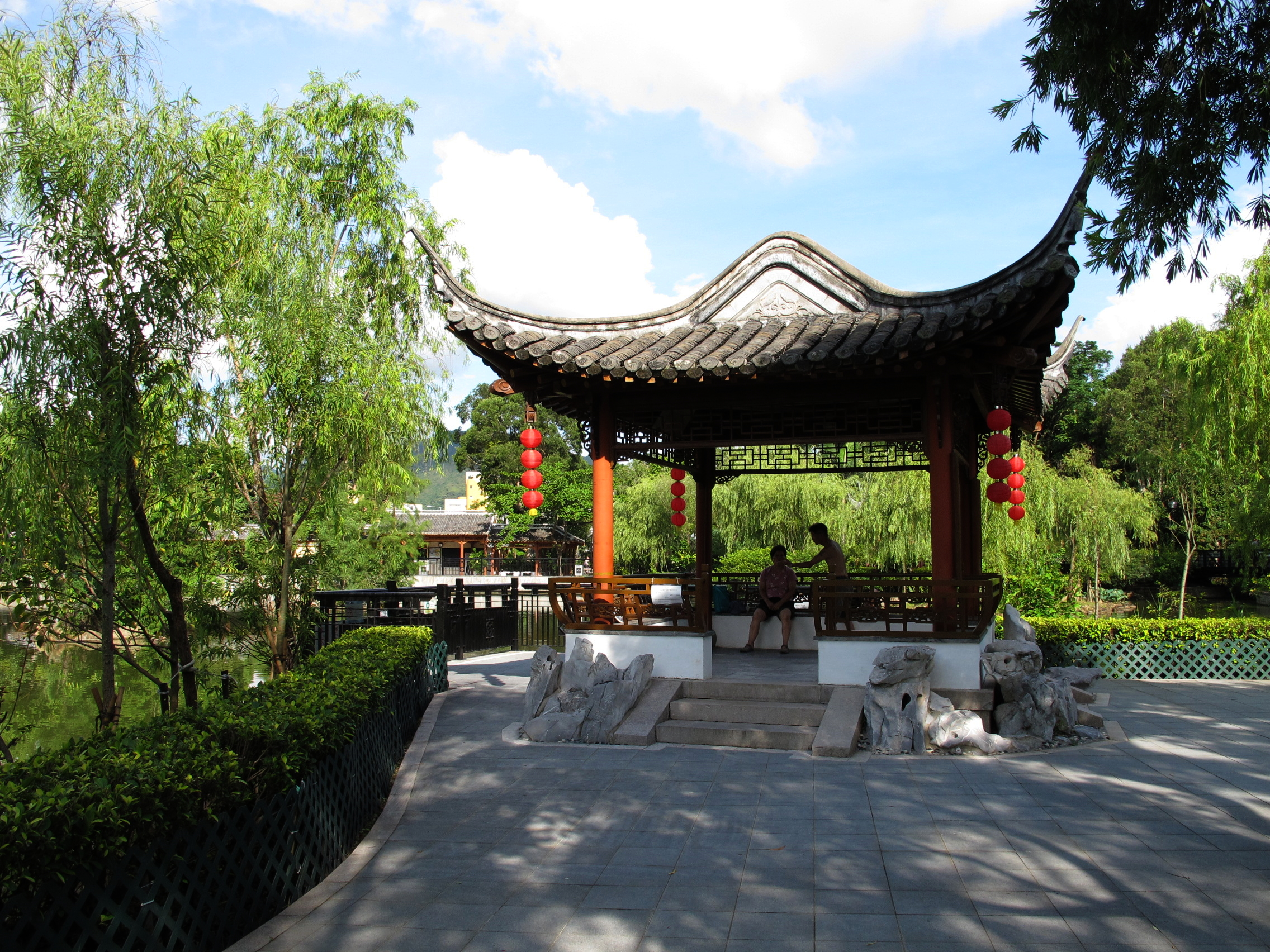
另一個亭
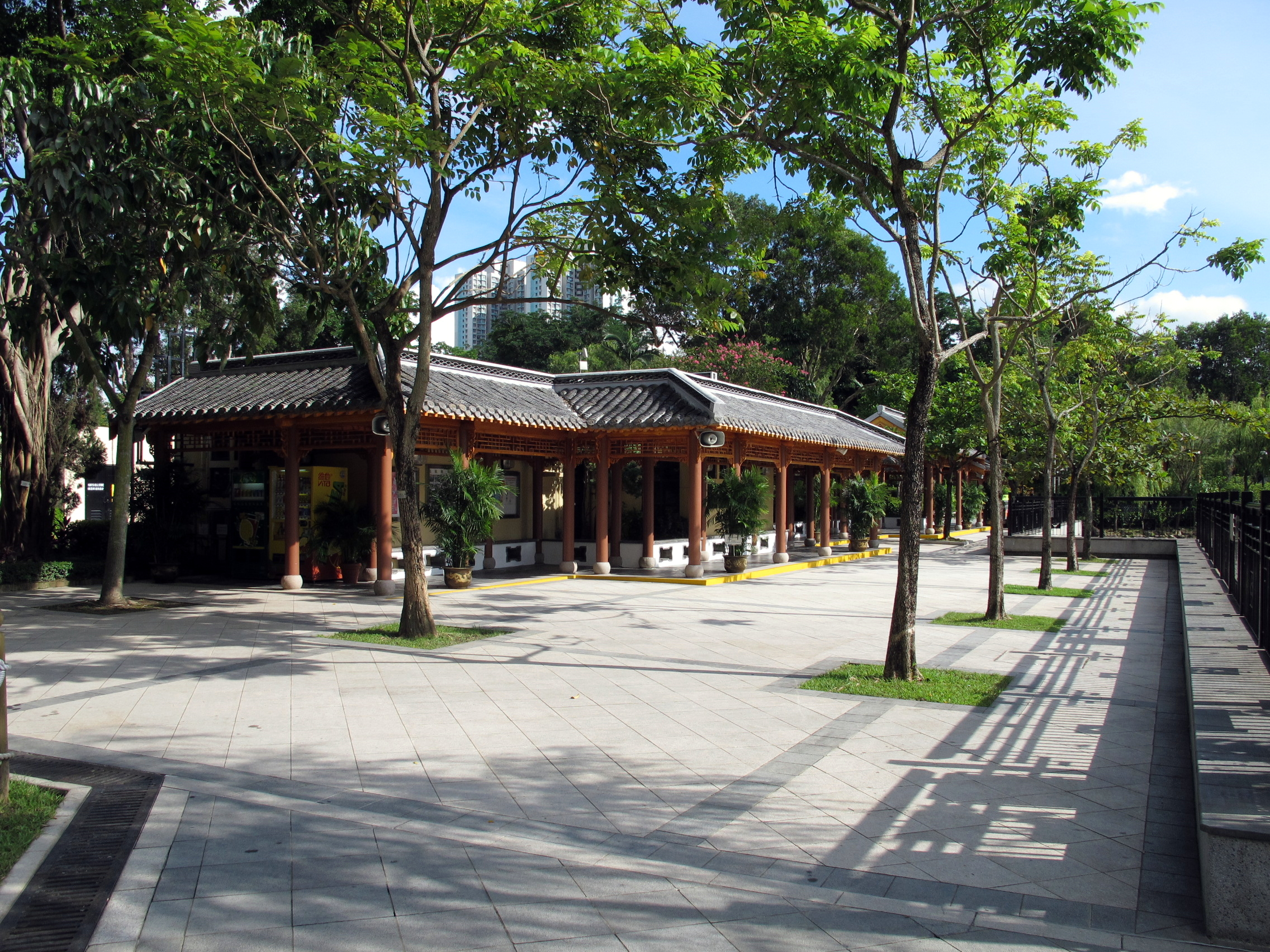
有蓋長廊
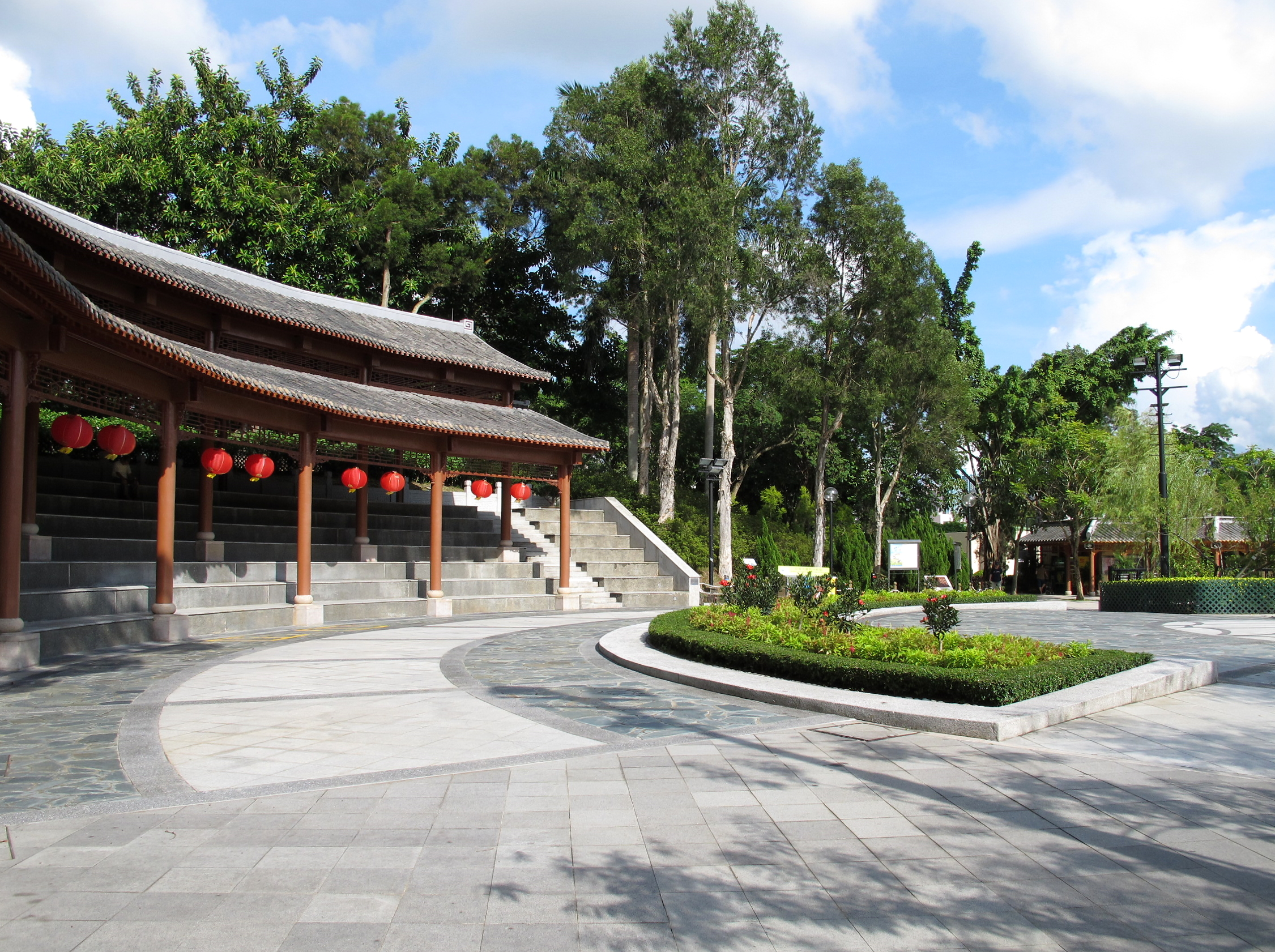
露天劇場
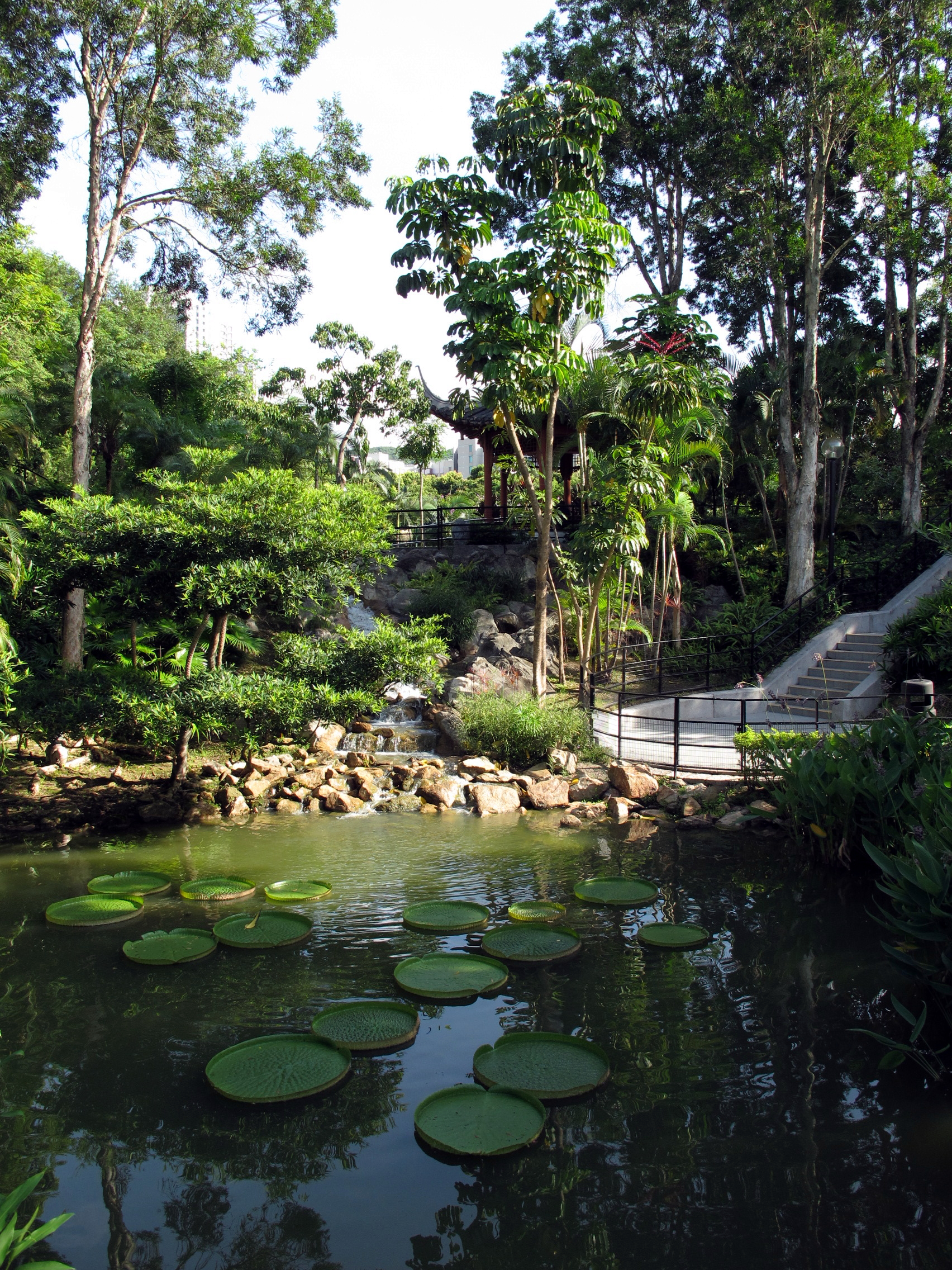
北區公園人工瀑布頂部

## 禁煙安排
此場地全面禁煙。

## 開放時間
- 第2期場地每日24小時開放
- 其餘地方則每日06:00-23:00時開放

## 外部連結
- 康樂及文化事務署：北區公園（页面存档备份，存于）